# Ponthieva brenesii
Ponthieva brenesii är en orkidéart som beskrevs av Rudolf Schlechter. Ponthieva brenesii ingår i släktet Ponthieva och familjen orkidéer. Inga underarter finns listade i Catalogue of Life.